# Вегасервера
Вегасервера (ісп. Vegacervera) — муніципалітет в Іспанії, у складі автономної спільноти Кастилія-і-Леон, у провінції Леон. Населення — 356 осіб (2010).
Муніципалітет розташований на відстані близько 310 км на північний захід від Мадрида, 31 км на північ від Леона.
На території муніципалітету розташовані такі населені пункти: (дані про населення за 2010 рік)
- Коладілья: 68 осіб
- Вальпоркеро-де-Торіо: 18 осіб
- Вальє-де-Вегасервера: 76 осіб
- Вегасервера: 166 осіб
- Вільяр-дель-Пуерто: 28 осіб

## Демографія
Динаміка населення (INE ):